# Breitbachstraße 5 (Obernbreit)

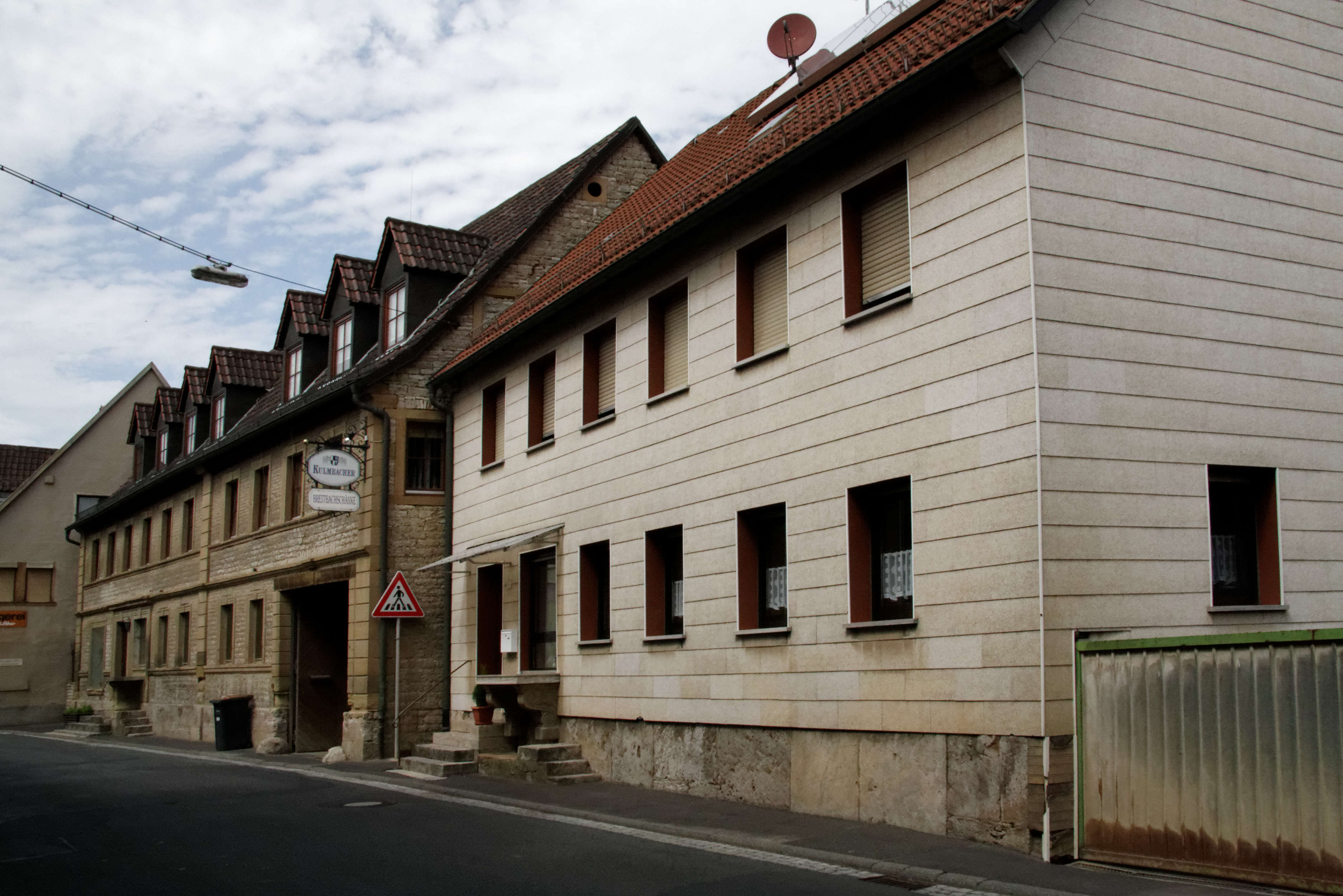
Das Haus in der Breitbachstraße 5

Das Haus Breitbachstraße 5 (früher Hausnummer 67) ist ein denkmalgeschütztes Gebäude am Rande des Altortes der unterfränkischen Marktgemeinde Obernbreit im Landkreis Kitzingen.

## Geschichte
Das Haus in der Breitbachstraße wurde spätestens in der zweiten Hälfte des 17. Jahrhunderts errichtet. Erstmals im Jahr 1694 wurde in den Räumlichkeiten eine Bäckerei nachgewiesen. Wahrscheinlich entstand in dieser Zeit das Verkaufsfenster für Backwaren. Erster Bäcker im Haus an der Breitbachstraße war Johann Jakob Stinzing, der aus Repperndorf stammte und nach Obernbreit einheiratete. Die Familie Stinzing besaß das Haus in den folgenden Jahrhunderten, wobei bis in die 1950er Jahre insgesamt 16 Generationen der Familie das Bäckerhandwerk betrieben.
Eine umfassende Erneuerung erhielt das Anwesen in der Mitte des 19. Jahrhunderts. Letzter Überrest des Vorgängerbaus sind die Säulen des Verkaufsfensters. Das Haus wird vom Bayerischen Landesamt für Denkmalpflege als Baudenkmal eingeordnet.

## Beschreibung
Das Haus präsentiert sich als zweigeschossiger Traufseitbau an der Breitbachstraße. Das Anwesen schließt mit einem Satteldach ab. Es wurde mit den typischen Sandsteinquadern des 19. Jahrhunderts errichtet. Allerdings besitzt die Fassade heute eine Verkleidung aus Faserzement, sodass Gliederungselemente der Fassade nicht mehr erkennbar sind. Einziger Überrest des historischen Baus stellt das Verkaufsfenster dar. Durch das Fenster wurden die in der Backstube hergestellten Backwaren direkt auf der Straße verkauft. Unterhalb des Fensters wurde eine steinerne Tischplatte angebracht, die auf zwei geschwungenen Säulen ruht. Die Säulenformen können dem Frühbarock zugeordnet werden.